# Башкирские племена
Башки́рские племена́ (баш. башҡорт ырыуҙары) — исторически сложившиеся родовые объединения из которых состоят башкиры.
В силу сложного характера этногенеза башкир единого термина в башкирском языке не существует. Если для племени такой термин есть (ырыу), то для разных групп родственных семей и родовых подразделений термины различаются (ара, нәҫел, ҡәбилә, аймаҡ, төбә, ос и др.).
Основными родоплеменными атрибутами являлись тамга, оран, онгон. Исторические события фиксировались в шежере. Предводителем племени являлся бий. Органами самоуправления являлись народные собрания (курултаи, йыйыны) и советы старейшин (аксакалов).
В XVIII—XIX веках родоплеменая организация потеряла своё значение в общественной жизни башкир и в дальнейшем продолжает существовать лишь в силу традиции.

## Формирование
В истории формирования башкирских племен выделяют семь историко-этнографических пластов:
1. древнебашкирский (бурзян, уран, усерган и др.),
2. ранний финно-угорско-самодийский (сызгы, терсяк, уваныш, упей и др.),
3. булгаро-мадьярский (буляр, танып, юрматы и др.),
4. огузо-кыпчакский (айле и др.),
5. кыпчакский (канлы, кошсы, кыпсак, мин и др.),
6. ногайский (ногай-бурзян, ногай-юрматы и др.),
7. пласт, связанный с этническим взаимодействием с народами Волго-Уральского региона и Средней Азии (казахи, мишари, татары и др.)

## Этнографические группы
В процессе расселения и этнической истории сложились основные этнографические группы башкир:
- Северо-восточная группа: айле, бадрак, бикатин, бишул, дуван, калмак, катай, кошсы, кувакан, кудей, кумрук, мурзалар, салъют, сызгы, сынрян, сырзы, табын, терсяк, упей.
- Северо-западная группа: байлар, балыксы, буляр, гайна, гэрэ, дуваней, елан, ельдяк, еней, ирэкте, канлы, каршин, кыргыз, таз, танып, уваныш, ун, уран, юрми.
- Юго-восточная группа: бурзян, кыпсак, тамьян, тангаур, усерган, юрматы.
- Юго-западная группа: мин.

## Союзы башкирских племен
В домонгольское время и в период Золотой Орды в западных районах существовал союз башкирских племен, в который в разное время входили племена юрматы, юрми, буляр.
В XIV—XVI веках на территории южных и юго-восточных районов сложился Союз семи башкирских племён (ете ырыу), в который входили племена бурзян, тамьян, тангаур, усерган, кара-кыпсак, санкем-кыпсак, кыпсак, возглавляемый во 2-й половине XV века Масим-ханом.
На севере Башкирии сформировался союз башкирских племён балыксы, гэрэ, ирэкте, таз, уран, байкы-ун, кайпан-танып, возглавляемый в 1-й половине XVI века Исян-ханом.
В конце XV века и в XVI веке существовал союз башкирским племён под предводительством Тюря-хана.
Сведения о союзах башкирских племён отражены в шежере, памятниках фольклора и других исторических источниках.